# Borde costero de Cartagena
El borde costero de Cartagena está ubicado en el litoral central de Chile. Se destaca por la particular arquitectura de sus casas y otras edificaciones construidas en el borde costero entre finales del siglo XIX e inicios del siglo XX. Por su alto valor patrimonial, arquitectónico e histórico en 1999 es declarado zona típica por el Decreto N°401, incluyendo el casco histórico y la antigua estación de ferrocarriles.

## Historia
Cartagena comenzará a ser considerado como un destino de veraneo, sobre todo por la aristocracia, a partir de la segunda mitad del siglo XIX debido a su cercanía con la capital. Desde la década de 1870, diversas familias oligárquicas favorecidas con el auge del salitre en el norte del país comenzarán a edificar en las cercanías del sector de Playa Chica, casas señoriales de estilo anglo-francés caracterizadas por poseer múltiples habitaciones, jardines hermoseados y en algunos casos agujas en los techos compuestos por llamativos tejados. Esto consolidará a Cartagena como el balneario más importante de la elite a partir del siglo XX, motivo por el cual en 1901 se le designa el carácter de comuna por decreto supremo del Presidente Federico Errázuriz Echaurren. 
Debido a la relevancia que comienza a tomar la comuna y coincidiendo con la extensión de las vías ferroviarias en el país, en 1921 se construye la línea férrea que termina por conectar a Santiago con Cartagena. Esto permitió la reducción de los tiempos de viaje los que anteriormente se realizaban en carreta tardando varias horas y atravesando dificultosos caminos. La llegada del ferrocarril permitió que más familias de clase alta se instalaran en el lugar y, al mismo tiempo, las clases menos acomodadas pudieran acceder al balneario en época estival. Esto tuvo como consecuencia un aumento de visitantes y nuevos residentes, sobre todo a partir de 1940 con el incremento de la frecuencia de trenes, lo que terminó con la exclusividad oligárquica del balneario. De forma paulatina muchos propietarios de las grandes casonas terminaron por abandonarlas y buscaron otros sectores costeros más exclusivos.    
A partir de la década de 1950, Cartagena comienza a ser desplazado como el primer balneario del país, pero desde ese momento a la actualidad mantiene su calidad de ser uno de los destinos más importantes y populares durante la época de verano.

## Sector casa, parque y tumba de Vicente Huidobro
Cartagena también atrajo la atención de diversas personalidades del ámbito artístico que se instalaron en el balneario. Dentro de los más relevantes encontramos a Vicente Huidobro, quien heredó el predio "Lo Huidobro", donde construye una casa en 1939 la que en principio utiliza para pasar el periodo estival. Sería en 1946 cuando finalmente se establece en la casona hasta su fallecimiento en 1948. Como era su voluntad, el poeta es sepultado mirando hacia el mar en las cercanías de la casona.    
Hoy la casona está restaurada y reconvertida en la Casa Museo Vicente Huidobro, gracias a las gestiones de recuperación realizadas por la Fundación Vicente Huidobro en 2010. El museo entró en funcionamiento en 2013 y cuenta con una colección de ediciones de las obras, fotografías, manuscritos y otros objetos que pertenecieron al poeta.
La tumba de Vicente Huidobro ubicada en las cercanías de la casona fue declarada Monumento Nacional en 1992 por el Decreto N°171. Tiene grabado el siguiente epitafio: "Aquí yace el poeta Vicente Huidobro. Abrid la tumba. Al fondo de esta tumba se ve el mar".
El sector casa, parque y tumba de Vicente Huidobro también forma parte del denominado Litoral de las artes y los poetas,debido a que dentro del espacio geográfico de la costa de la V región de Valparaíso se encuentran a pocos kilómetros las casas de algunos personajes destacados como Pablo Neruda, Nicanor Parra y Violeta Parra.